# Flying Through the Air/Plata and Salud
Flying Through the Air/Plata and Salud è un singolo di Guido De Angelis e Maurizio De Angelis, pubblicato con lo pseudonimo Oliver Onions dalla RCA Italiana nel 1973. Entrambi i brani fanno parte della colonna sonora del film diretto da Giuseppe Colizzi ...più forte ragazzi!.

## Flying Through the Air
Flying Through the Air è un brano scritto da Susan Duncan Smith, Cesare De Natale e Carlo Pedersoli, su musica di Guido e Maurizio De Angelis. Il singolo, pubblicato in Italia nel gennaio del 1973, ottenne fin da subito un clamoroso successo commerciale, entrando nella classifica italiana dei singoli direttamente al decimo posto, nella settimana del 24 marzo 1973, per poi salire rapidamente nelle settimane successive fino a raggiungere l'ottava posizione nella settimana del 14 aprile, e permanendo nella top ten per un totale di diciassette settimane consecutive. Il singolo risultò il trentacinquesimo più venduto del 1973 in Italia.
Il singolo ottenne un'ampia distribuzione anche all'estero, in paesi quali Brasile, Inghilterra, Francia, Spagna e Germania, dove ottenne particolare successo entrando nella top twenty dei singoli più venduti il 10 maggio 1973, toccando il picco massimo del quarto posto, e rimanendo in classifica per diciannove settimane consecutive.

## Plata and Salud
Plata and Salud è la canzone pubblicata sul lato B del singolo, brano strumentale scritto dagli stessi autori e utilizzato all'interno del film durante la scena in cui gli oriundi del villaggio iniziano a ballare durante la festa.
Entrambi i brani sono stati inclusi nella colonna originale del film dal titolo ...Più Forte Ragazzi !